# لياندرو باريرو
ليوناردو باريرو مارتينس (3 يناير 2000 في لوكسمبورغ - ) هو لاعب كرة قدم لوكسمبورغي وبرتغالي في مركز الوسط.

## مسيرته الكروية
لعب ليوناردو باريرو مارتينس خلال مسيرته الاحترافية مع ناديين في خمسة مواسم وسجل خلالها هدفًا واحدًا ضمن 25 مباراة. ولم يفز بأي موسم بالكأس أو بالدوري.
خاض ليوناردو باريرو مارتينس مسيرته مع 1. FSV Mainz 05 II ‏ في موسم 2017–18 واستمر معه طيلة ثلاثة مواسم، مشاركًا في 6 مباريات سجل خلالها هدفًا واحدًا. ثم انتقل إلى نادي ماينتس 05 في موسم 2018–19 ولمدة موسمين، حيث شارك في 19 مباراة ولم يسجل أي هدف.

## وصلات خارجية
- هذه المقالة غير مرتبط بويكي بيانات

لا توجد روابط لمواقع التواصل الاجتماعي.